# Tatjana Ječmenica
Tatjana Ječmenica (in cirillico serbo: Татјана Јечменица-Јевтић); Novi Sad, 4 luglio 1978) è un'ex tennista e allenatrice di tennis jugoslava, successivamente serba.

## Carriera
A livello giovanile si fa notare raggiungendo la finale dell'Orange Bowl 1993, sconfitta dalla statunitense Stephy Halsell. Tra gli adulti raggiunge in due occasioni il secondo turno in uno Slam, la prima agli US Open 1995 e poi al Roland Garros successivo, a giugno 1996 raggiunge il suo best ranking con la 72ª posizione mondiale.
Viene convocata in Fed Cup nel 1998 con l'allora squadra jugoslava, vince l'incontro di doppio contro l'Ungheria ma viene sconfitta in singolare dall'ucraina Zaporožanova.
Interrompe ancora giovane la carriera agonistica, l'ultimo incontro lo ha giocato nel 1998 appena compiuti i vent'anni. È stata capitana della squadra serba di Fed Cup nel biennio 2005-2006 e poi nuovamente a partire dal 2015.